# トロージャン・T103
トロージャン・T103（Trojan T103）は、トロージャンが1974年のF1世界選手権用に開発したフォーミュラ1カーである。

## 概要
マクラーレンのF5000マシンなどの製作を行っていたトロージャン・リミテッドがF1参戦にあたって開発。ブラバムのマシンデザイナーをつとめたロン・トーラナックが手がけたF1マシンだが、実質はトロージャンのF5000マシン、T102を小改造して制作されたものであり、サスペンションなど各部品はF102と共用。。F5000用シボレー・5リッターV8からDFVにエンジンが変更されたのにともない、モノコックが約10センチ延長されている。ラジエターはスポーツカーノーズに左右2分割されて内蔵される。
鈴木自動車の英国法人とトロージャンの関連企業であるホームライトのスポンサーを受け、第4戦スペインGPより登場。モナコGPからスポーツカーノーズが取り払われ、むき出しにされたラジエターの上部に一枚板のフロントウイングを乗せる改造を施される。成績はベルギーGPとオーストリアGPの10位が最高で、イタリアGPをもってチーム共々姿を消した。

## F1における全成績
(key)
| 年   | エンジン       | タイヤ | No. | ドライバー | 1   | 2   | 3   | 4   | 5   | 6   | 7   | 8   | 9   | 10  | 11  | 12  | 13  | 14  | 15  | ポイント | 順位 |
| ---- | -------------- | ------ | --- | ---------- | --- | --- | --- | --- | --- | --- | --- | --- | --- | --- | --- | --- | --- | --- | --- | -------- | ---- |
| 1974 | コスワース DFV | F      |     |            | ARG | BRA | RSA | ESP | BEL | MON | SWE | NED | FRA | GBR | GER | AUT | ITA | CAN | USA | 0        | NC   |
| 1974 | コスワース DFV | F      | 23  | シェンケン |     |     |     | 14  | 10  | Ret |     | DNQ |     | Ret | DNQ | 10  | Ret |     |     | 0        | NC   |